# Хевель-Явне
Хевель-Явне (ивр. חבל יבנה‎) — региональный совет в Центральном округе Израиля, основанный в 1950 году.
В состав регионального совета входит 7 общин: 1 кибуц, 4 мошава, и 2 молодёжные деревни.

## История
После окончания Войны за независимость район вокруг Явне был открыт для строительства поселений, и многие общины хотели создать в этом районе мошавы.
Региональный совет Хевель-Явне был создан в августе 1950 года на базе четырёх поселений: Квуцат-Явне, Бейт-Закай, Бней-Даром и Нир-Галим. Площадь регионального совета была около 31 000 дунам, из которых 25 000 дунам были предназначены для сельского хозяйства. С началом создания города Ашдод, региональный совет выделил часть земель для строительства, но они не были использованы на первой стадии строительства города. Только позже, в 1968 году 6000 дунам земли были официально переданы под управление муниципалитета Ашдода.

## Население
По статистическим данным Центрального статистического бюро Израиля население регионального совета на 2024 год составляет 7 055 человек.

## Границы совета
Региональный совет Хевель-Явне ограничен следующими административными единицами:
- С севера: Явне и региональный совет Ган-Раве
- С востока: Региональный совет Гдерот и региональный совет Бренер
- С юга: Региональный совет Беэр-Тувия
- С запада: Ашдод

## Главы совета
- Шломо Аферти (1952—1965)
- Менахем Бар-Дромай (1965—1967)
- Мордехай Герц (1967—1980)
- Ширга Шемер (1980—1994)
- Элиэзер Бинанфельд (1994—2013)
- Моше Либер (с 2013)